# SEHA League 2014-15
SEHA League 2014-15 var den fjerde sæson af SEHA League. Ligaen havde deltagelse af ti hold fra Bosnien og Hercegovina, Hviderusland, Kroatien, Makedonien, Serbien, Slovakiet og Ungarn. De 10 hold spillede først en dobbeltturnering, hvor alle spillede mod hinanden både ude og hjemme. De seks bedst placerede hold gik videre til slutspillet, der blev afviklet i cupformat. Ligaen havde for første gang nogensinde deltagelse af et ungarsk hold.
Turneringen blev vundet af MKB-MVM Veszprém, som i finalen besejrede Brestskij GK Mesjkov med 32-21. Bronzemedaljerne gik til RK PPD Zagreb, som vandt over de forsvarende mestre fra RK Vardar i bronzekampen.

## Resultater

### Grundspil
De 10 hold spillede en dobbeltturneringe alle-mod-alle, der blev afviklet i perioden 31. august 2014 - 18. marts 2015. De seks bedst placerede hold gik videre til slutspillet.
| Nr | Hold                   | K  | V  | U | T  | Mf  |   | Mi  | +/-  | P             |
| -- | ---------------------- | -- | -- | - | -- | --- | - | --- | ---- | ------------- |
| 1  | MKB-MVM Veszprém       | 18 | 17 | 0 | 1  | 561 | – | 413 | +148 | 51Semifinale  |
| 2  | RK Vardar (M)          | 18 | 15 | 0 | 3  | 531 | – | 462 | +69  | 45Semifinale  |
| 3  | Brestskij GK Mesjkov   | 18 | 13 | 0 | 5  | 508 | – | 459 | +49  | 39Kvartfinale |
| 4  | RK PPD Zagreb          | 18 | 12 | 0 | 6  | 480 | – | 417 | +63  | 36Kvartfinale |
| 5  | HT Tatran Prešov       | 18 | 11 | 0 | 7  | 539 | – | 500 | +39  | 33Kvartfinale |
| 6  | RK Nexe                | 18 | 5  | 1 | 12 | 449 | – | 512 | −63  | 16Kvartfinale |
| 7  | RK Metalurg            | 18 | 5  | 1 | 12 | 397 | – | 445 | −48  | 15            |
| 8  | RK Borac m:tel         | 18 | 4  | 1 | 13 | 464 | – | 537 | −73  | 13            |
| 9  | RK Vojvodina           | 18 | 2  | 4 | 12 | 444 | – | 511 | −67  | 10            |
| 10 | RK Radnički Kragujevac | 18 | 2  | 1 | 15 | 472 | – | 589 | −117 | 7             |

 K: Kampe spillet, V: Vundne kampe, U: Uafgjorte kampe, T: Tabte kampe, Mf: Mål for, Mi: Mål imod, +/-: Måldifference, P: Point

 

### Slutspil
Slutspillet med de seks bedste hold blev spillet i perioden 25. - 29. marts i Veszprém, Ungarn.
| Dato         | Kamp                                    | Res.         | Pause        | Tilsk.       |
| Kvartfinaler | Kvartfinaler                            | Kvartfinaler | Kvartfinaler | Kvartfinaler |
| ------------ | --------------------------------------- | ------------ | ------------ | ------------ |
| 25. marts    | Brestskij GK Mesjkov - RK Nexe          | 28–24        | 11-11        | 2.658        |
| 25. marts    | RK PPD Zagreb - HT Tatran Prešov        | 33–26        | 16-10        | 3.126        |
| Semifinaler  |                                         |              |              |              |
| 27. marts    | RK Vardar - Brestskij GK Mesjkov        | 28–32        | 11-16        | 4.500        |
| 27. marts    | MKB-MVM Veszprém - RK PPD Zagreb        | 25–24        | 14-10        | 4.754        |
| Bronzekamp   |                                         |              |              |              |
| 29. marts    | RK Vardar - RK PPD Zagreb               | 23–26        | 10-11        | 4.675        |
| Finale       |                                         |              |              |              |
| 29. marts    | MKB-MVM Veszprém - Brestskij GK Mesjkov | 32–21        | 14-91        | 5.008        |